# Magregöl (Järeda socken, Småland)
Magregöl är en sjö i Hultsfreds kommun i Småland och ingår i Emåns huvudavrinningsområde. Sjön har en area på 0,0568 kvadratkilometer och ligger 125,7 meter över havet.

## Delavrinningsområde
Magregöl ingår i det delavrinningsområde (636473-148820) som SMHI kallar för Ovan Sällevadsån. Medelhöjden är 146 meter över havet och ytan är 9,79 kvadratkilometer. Räknas de 136 avrinningsområdena uppströms in blir den ackumulerade arean 1 901,44 kvadratkilometer. Avrinningsområdets utflöde Emån mynnar i havet. Avrinningsområdet består mestadels av skog (71 procent) och jordbruk (12 procent). Avrinningsområdet har 0,06 kvadratkilometer vattenytor vilket ger det en sjöprocent på 0,6 procent. Bebyggelsen i området täcker en yta av 0,66 kvadratkilometer eller 7 procent av avrinningsområdet.